# Feuerborniella
Feuerborniella är ett släkte av tvåvingar. Feuerborniella ingår i familjen fjärilsmyggor.
Kladogram enligt Catalogue of Life:
| Feuerborniella | \| \| Feuerborniella obscura \| \| \| \| \| \| Feuerborniella veracruzana \| \| \| \| |
|                | \| \| Feuerborniella obscura \| \| \| \| \| \| Feuerborniella veracruzana \| \| \| \| |
|                | Feuerborniella obscura                                                                |
|                |                                                                                       |
|                | Feuerborniella veracruzana                                                            |
|                |                                                                                       |